# Naso del Liskamm
El Naso del Lyskamm (o, simplemente, Il Naso, en italiano; en alemán es conocido como Liskamm Schneedomspitze), la "Nariz del Liskamm", es una cima secundaria del Liskamm, Alpes Peninos, en el Valle de Aosta (Italia). No obstante, la UIAA no lo incluyó en su lista oficial de los cuatromiles de los Alpes, debido a su carácter más de gendarme o antecima que, aun satisfaciendo el criterio topográfico, forma parte de cimas importantes y bien individualizadas; señala en concreto respecto al Naso del Lyskamm que su suficiente individualización topográfica se corresponde por otro lado con una pobreza alpinística y morfológica.

## Clasificación SOIUSA
Según la clasificación SOIUSA, Il Naso pertenece:
- Gran parte: Alpes occidentales
- Gran sector: Alpes del noroeste
- Sección: Alpes Peninos
- Subsección: Alpes del Monte Rosa
- Supergrupo: Grupo del Monte Rosa
- Grupo: Cadena Breithorn-Lyskamm
- Código: I/B-9.III-A.1

## Características

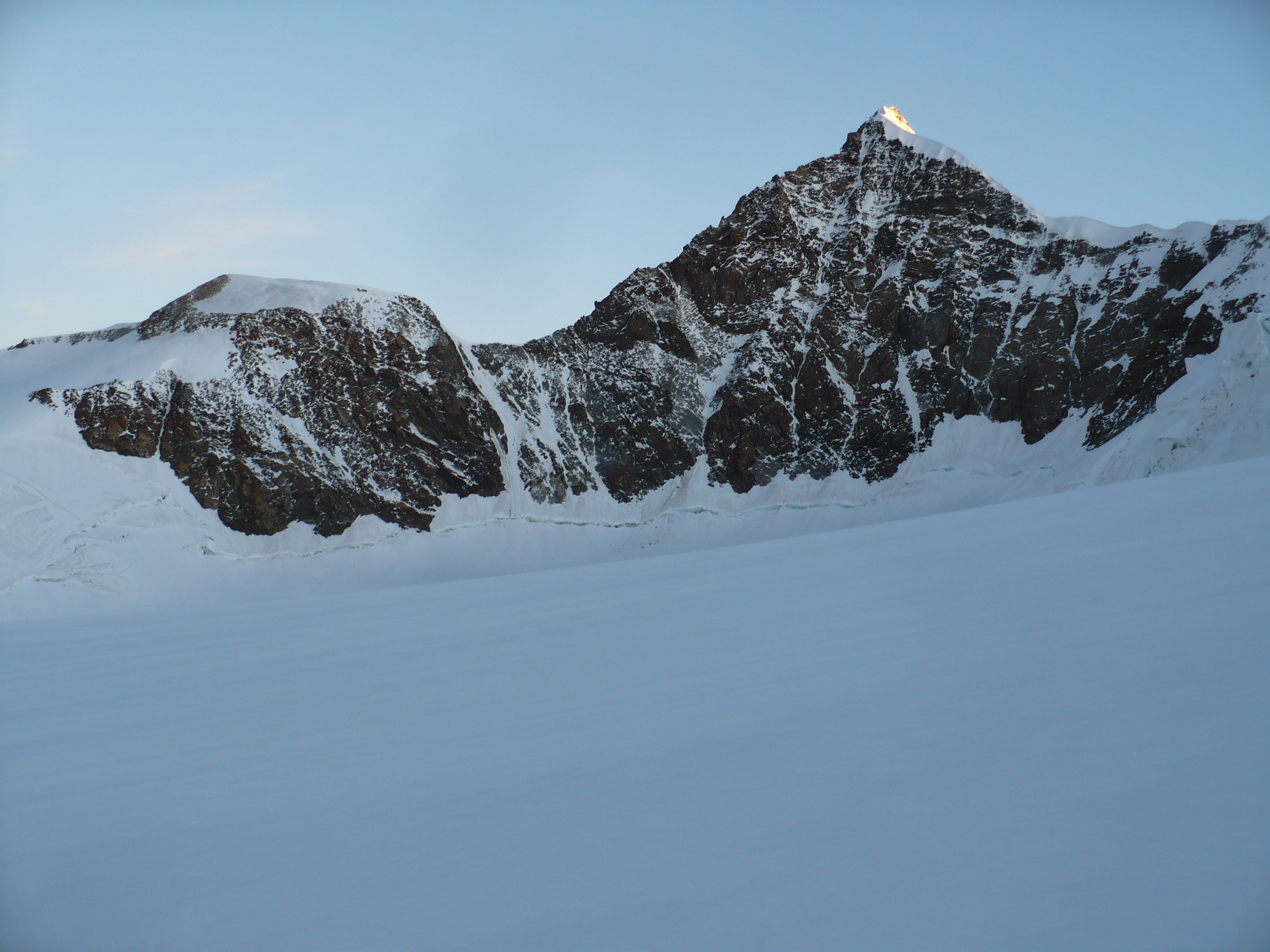
El Liskamm Oriental con Il Naso vistos desde el glaciar del Lys.

Il Naso está al sur del Liskamm Oriental y tiene una forma particular de donde le viene el topónimo. El paisaje sobre Il Naso está previsto en la travesía desde el refugio Quintino Sella al Felik a la cabaña Giovanni Gnifetti. El Trofeo Mezzalama, una carrera de esquí de travesía, pasa al paso del Naso justo por debajo de la cima del Naso.

## Ascenso a la cima
Se puede subir al Naso del Lyskamm partiendo desde el refugio Quintino Sella al Felik o desde la cabaña Giovanni Gnifetti. En el primer caso se llega al paso del Naso desde la ladera oeste; en el segundo caso desde la vertiente este. Del paso del Naso se sube la empinada ladera sur hasta la cima.